# Sceloporus chrysostictus
Sceloporus chrysostictus este o specie de șopârle din genul Sceloporus, familia Phrynosomatidae, descrisă de Cope 1866. A fost clasificată de IUCN ca specie cu risc scăzut. Conform Catalogue of Life specia Sceloporus chrysostictus nu are subspecii cunoscute.